# Karabin Brunswick

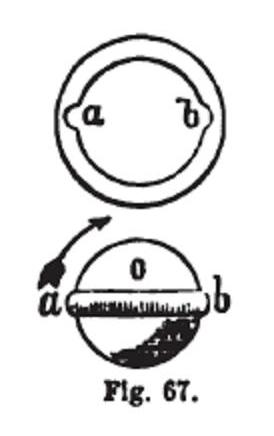
Przekrój lufy oraz pocisk karabinu Brunswick

Karabin Brunswick (spol. Brunszwik, Brunszwicki) – karabin z zamkiem kapiszonowym, konstrukcji brytyjskiej, z pierwszej połowy XIX w.

## Historia
W 1835 roku G. Lovellovi zlecono skonstruowanie nowego karabinu dla armii brytyjskiej. Efektem początkowych prac był karabin wzorowany na broni skonstruowanej dla armii hannowerskiej. Posiadał on lufę gwintowaną o 11 bruzdach i zamek kapiszonowy. Pierwsze próby nie wypadły najlepiej. Broń była celna, ale posiadała zbyt małą prędkość początkową pocisku. W związku z tym Lovell przedstawił nowy karabin. Posiadał on mechanicznie dopasowany do gwintu lufy pocisk, tzw. „kulę z obręczą”. Pozwoliło to znacznie zwiększyć ładunek prochowy, bez obawy wyrwania pocisku z gwintu. Miało to decydujący wpływ na zwiększenie prędkości wylotowej pocisku. Pierwsze egzemplarze nowej broni powstały w końcu 1836 roku. Jej lufa miała tylko dwie głębokie bruzdy, które były położone symetrycznie naprzeciw siebie. Tak ukształtowany gwint był skręcony na długości lufy o jeden obrót. Do strzelania używano kulistego pocisku posiadającego na obwodzie wybrzuszenie. Podczas ładowania należało to wybrzuszenie wprowadzić w bruzdy lufy. Skok gwintu nadawał pociskowi silny ruch obrotowy i stabilizował jego tor lotu. Zewnętrznie nowa broń była bardzo podobna do karabinu Bakera. Długość jej lufy wynosiła 840 mm, a kaliber 16,6 mm (0,654 cala). Karabin ważył ok. 4,5 kg (10 funtów).
Karabin znalazł uznanie władz wojskowych i został przyjęty do uzbrojenia. Nim jednak wszedł on do produkcji, nakazano zmianę jego kalibru. Miał on zostać zwiększony do 17,8 mm (0,704 cala), aby w razie braku odpowiednich pocisków, można było stosować standardowe pociski karabinowe armii brytyjskiej.
W końcu 1837 roku zamówiono pierwszą partię 1000 sztuk, które produkowane były oprócz arsenału w Enfield także przez wiele małych manufaktur:
- Tomas Potts, 212 szt.
- Wm. Heptinstall, 55 szt.
- Barnett & Co., 12 szt.
- Reynolds & Son, 55 szt.
- Lacy & Reynolds, 210 szt.
- Yeoman’s & Son, 55 szt.
- E. J. Baker, 146 szt.
- Thomas Leigh, 55 szt.
- William Parker, 80 szt.
- W. Mills & Son, 55 szt.
- R. E. Pritchett, 80 szt.
- W. T. Bond, 55 szt.
- Thomas Ashton, 80 szt.

Nietypowy kształt pocisku przysparzał pewnych problemów. Nie można było wykonać gotowych papierowych ładunków, dlatego pociski zawinięte fabrycznie we flejtuchy dostarczano osobno. Proch pakowano w płaskie, papierowe pakieciki o wadze 4,4 g. Żołnierze w oddziałach otrzymywali też przydział normalnych ładunków karabinowych. Miały one być wykorzystywane w walce na małe dystanse, gdzie liczyła się szybkość nabijania broni.
Karabin Brunswick produkowany był w kilku wersjach. Była to wersja z nieco inną odmianą zamka oraz wersja dla podoficerów Gwardii Pieszej (Foot Guard). Wyprodukowano też 100 sztuk karabinów dla Marynarki Wojennej. Miały one kaliber 20,1 mm. Długość broni wynosiła 1247 mm. Długość lufy – 826 mm. Broń ważyła ok. 5,5 kg. Karabiny Brunswick produkowano też w Belgii w Liège, gdzie w manufakturze J.P. Malherbe wyprodukowano wersję dla Rosji znaną jako sztucer z Liège

## Służba
Karabin Brunswick pozostawał w uzbrojeniu armii brytyjskiej do początku wojny krymskiej. Rozpowszechniły się wtedy w uzbrojeniu pociski typu Minié i karabin przystosowany do strzelania nimi. W 1854 roku część karabinów Brunswick skierowano do prób z nowym pociskiem.
Po stłumieniu powstania Sipajów w latach 1857–1858 władze indyjskie zakupiły tego typu karabiny dla nowo powstających pułków sikhijskich.